# 1677 w literaturze
Wydarzenia literackie w 1677 roku.

## Nowe poezje
- polskie
- zagraniczne
  - Nahum Tate, Poems

## Nowe dramaty
- zagraniczne
  - Jean Racine, Fedra